# 유선 유도 미사일

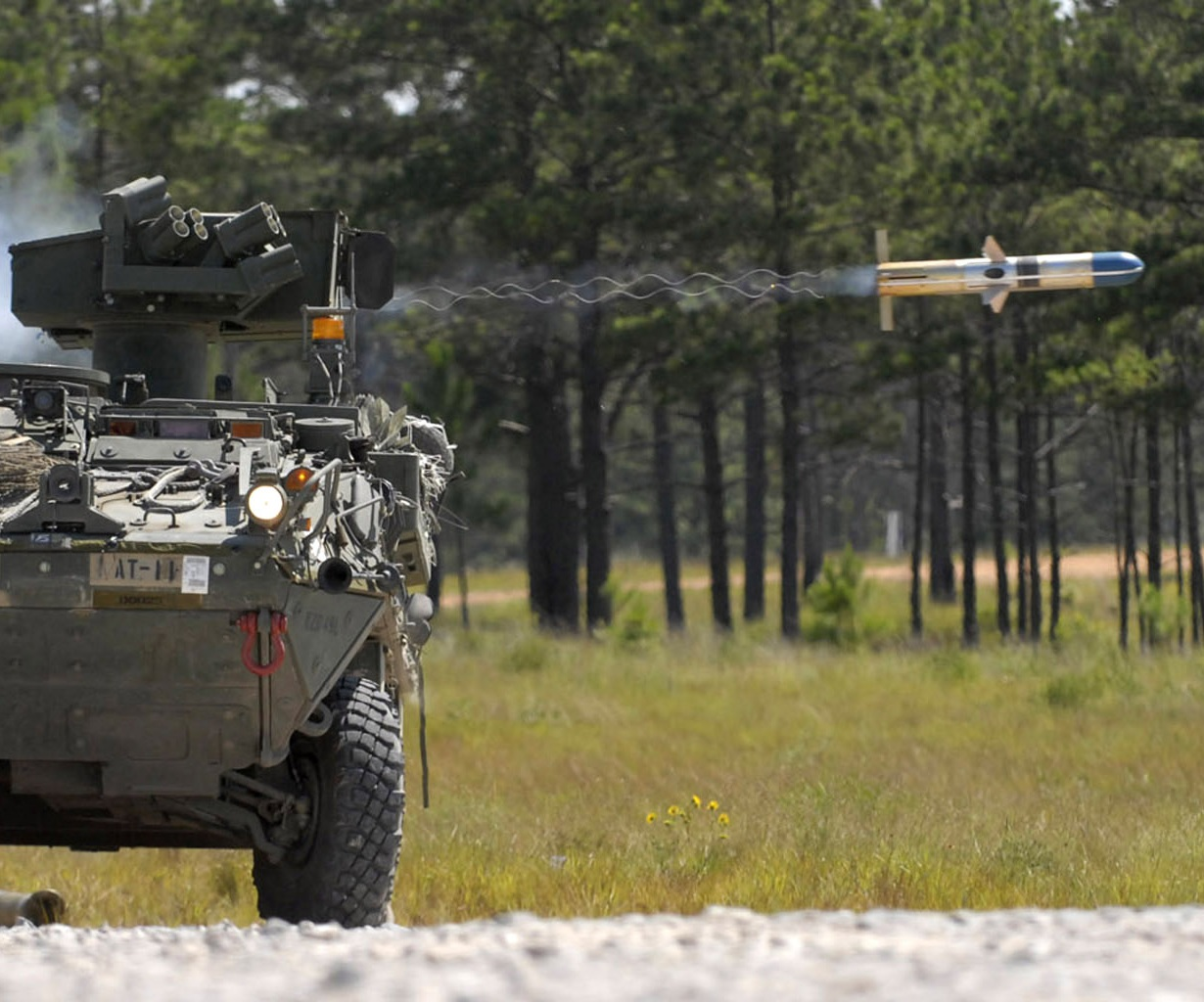
TOW 미사일이 발사되는 모습

유선 유도 미사일 또는 와이어 유도 미사일(wire-guided missile)은 미사일과 발사 지점 근처 어딘가에 위치한 유도 메커니즘 사이에 연결된 얇은 와이어를 통해 전송된 신호에 의해 유도되는 미사일이다. 미사일이 비행함에 따라 전선이 미사일 뒤로 당겨진다(지령유도). 이 유도 시스템은 대전차 미사일에 가장 일반적으로 사용되며, 가시선이 제한된 지역에서 사용할 수 있어 유용하며 와이어 길이에 따른 범위 제한은 심각한 문제가 되지 않는다.
현재 사용되는 가장 긴 사거리의 유선 유도 미사일은 약 8km(5.0마일)로 제한된다.

## 같이 보기
- 미사일
- 미사일 유도
- 반자동시선유도
- 수동 시선 유도 방식